# Nitrilotriacetat monooksigenaza
Nitrilotriacetat monooksigenaza (EC 1.14.14.10, nitrilotriacetatna monooksigenaza) je enzim sa sistematskim imenom nitrilotriacetat,FMNH2:kiseonik oksidoreduktaza (formiranje glioksilata). Ovaj enzim katalizuje sledeću hemijsku reakciju
nitrilotriacetat + 2 + + + O2 {\displaystyle \rightleftharpoons } iminodiacetat + glioksilat + FMN + H2O
Za rad ovog enzim je neophodan Mg2+. Enzim iz Aminobacter aminovorans je deo dvokomponentnog sistema koji takođe obuhvata EC 1.5.1.42 (FMN reduktazu), koja pruža redukovani flavinski mononukleotid ovom enzimu.

## Literatura
- Nicholas C. Price; Lewis Stevens (1999). Fundamentals of Enzymology: The Cell and Molecular Biology of Catalytic Proteins (Third изд.). USA: Oxford University Press. ISBN 019850229X.
- Eric J. Toone (2006). Advances in Enzymology and Related Areas of Molecular Biology, Protein Evolution (Volume 75 изд.). Wiley-Interscience. ISBN 0471205036.
- Branden C; Tooze J. Introduction to Protein Structure. New York, NY: Garland Publishing. ISBN 0-8153-2305-0.
- Irwin H. Segel. Enzyme Kinetics: Behavior and Analysis of Rapid Equilibrium and Steady-State Enzyme Systems (Book 44 изд.). Wiley Classics Library. ISBN 0471303097.

## Spoljašnje veze
- Nitrilotriacetate+monooxygenase на 